# Edifici Tabacs de Filipines
L'edifici Tabacs de Filipines està situat a la Rambla i els carrers del Pintor Fortuny i d'en Xuclà de Barcelona i està catalogat com a bé cultural d'interès local. Actualment està ocupat per l'Hotel 1898.

## Història
A principis del novembre del 1874 es va iniciar l'enderrocament de l'antic convent dels Jesuïtes, ocupat posteriorment pel Seminari Conciliar. El 13 de desembre del 1879, Claudio López y López, germà del primer marquès de Comillas, va adquirir-ne una parcel·la de 1.316 m², a més de la finca del carrer d'en Xuclà, 8-8 bis. El 1880, l'arquitecte Josep Oriol Mestres i Esplugas hi va projectar una residència senyorial. Durant la construcció, el projecte es va modificar per encabir-hi les oficines de la Companyia General de Tabacs de Filipines, propietat dels López, i posteriorment, s'hi va instal·lar la seu social del Banc Hispano Colonial.
La propietat restà en mans de la família fins al 1929, quan va ser adquirit, juntament amb la finca del carrer d'en Xuclà, per Tabacs de Filipines, que va encarregar a l'arquitecte Josep Maria Sagnier unes noves dependències amb façana a aquell carrer. Posteriorment, després de l'incendi i desaparició dels magatzems El Siglo el 1932, l'Ajuntament va decidir obrir el carrer del Pintor Fortuny fins a la Rambla, i el 1935, el mateix Sagnier hi projectà una nova façana monumental. A la cantonada dels carrers del Pintor Fortuny i d'en Xuclà s'hi va col·locar una gran fornícula que havia d'encabir una estàtua en honor de Marià Fortuny, obra de Miquel Oslé, i que no va ocupar aquest espai fins a l'any 1942.
L'any 1945 s'instal·laren al pis principal les oficines del Ferrocarril de Alcántara a Lorca, fet que comportà l'eliminació d'alguns accessos i la construcció de serveis. Aquest mateix any l'arquitecte Josep Maria Ribes va presentar un projecte per a eliminar l'antiga escala d'accés a l'entresòl des de la planta baixa. Dos anys més tard, el 1947, l'agència de viatges Ultramar, que ocupava la part més oriental de la planta baixa, va requerir l'obertura de tres portes en el frontis de la Rambla dels Estudis. L'any 1954, la societat Productos Electrolíticos s'instal·là en un dels entresòls, portant a terme les reformes necessàries per a adaptar l'espai a la seva activitat. Quatre anys més tard, el 1958, es va dur a terme la reforma del pati principal, substituint la lluerna dissenyada per Mestres per la claraboia visible actualment. La instal·lació de les oficines del Banco de Santander a la planta baixa de l'immoble va motivar una reforma de l'arquitecte Miquel Punseti i que consistí, bàsicament, en l'aixecament de diversos envans en els intercolumnis de la banda més propera al carrer d'en Xuclà.
L'any 2001 es va aprovar el «Pla Especial per a la concreció volumètrica de la finca situada a la Rambla núm. 109 amb les cantonades del carrer del Pintor Fortuny núm. 1-3 i carrer d'en Xuclà núm. 8 de Barcelona», promogut per Núñez i Navarro i que preveia la renovació gairebé total de l'interior. Les obres es van dur a terme entre el 2003 i el 2005 i van suposar la reconversió de l'edifici en hotel.

## Descripció

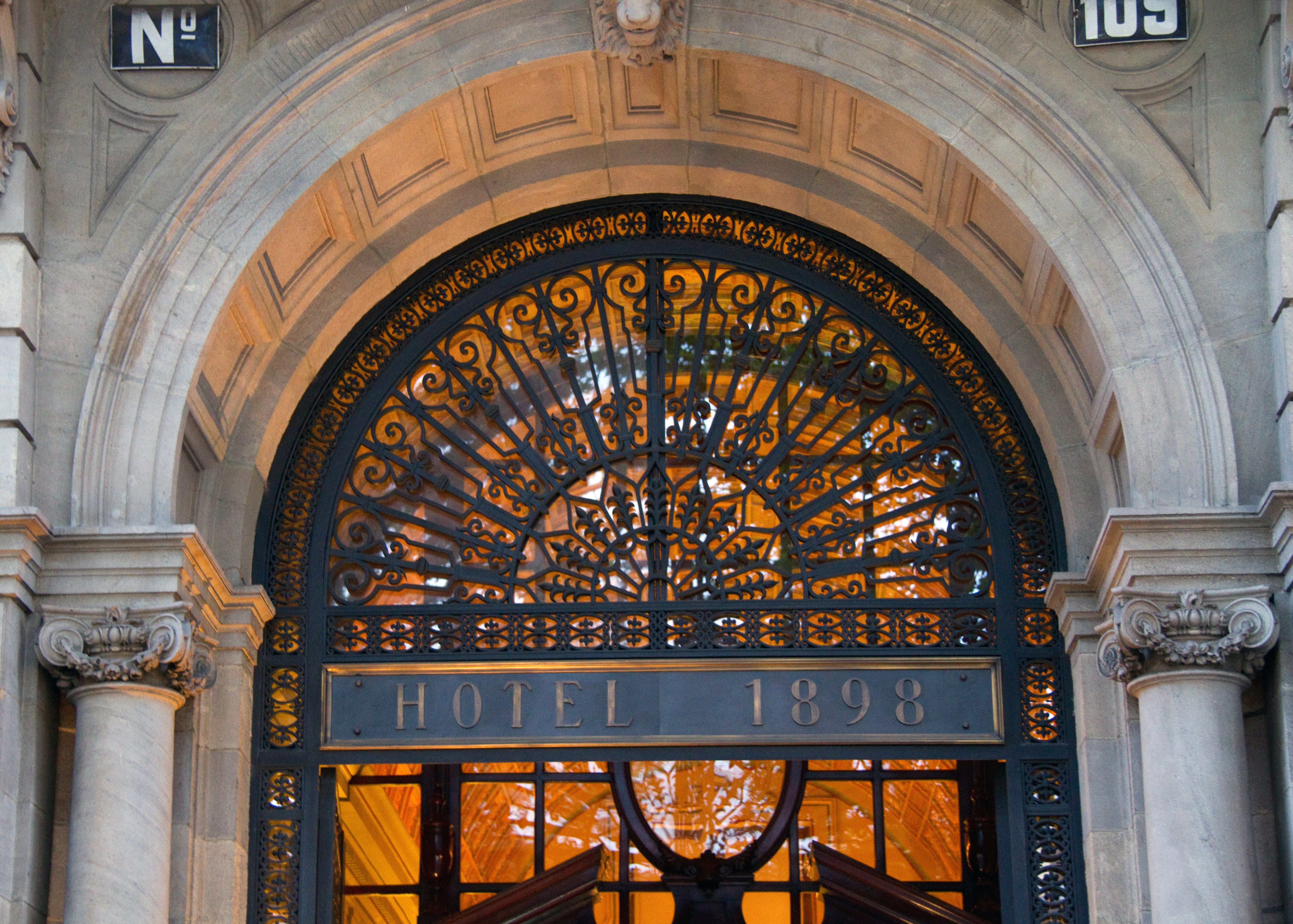
Detall del portal de la Rambla

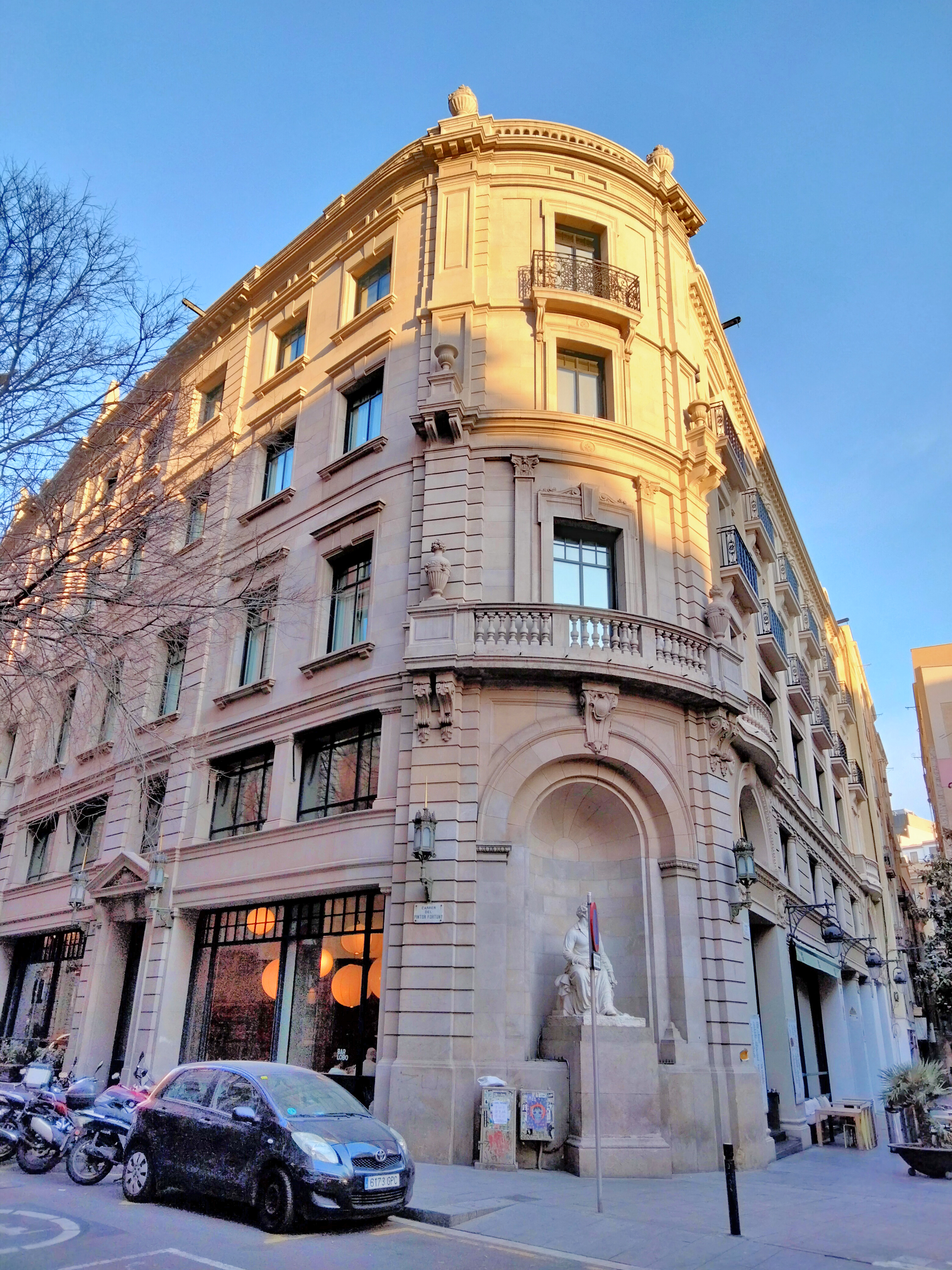
Façana dels carrers del Pintor Fortuny i d'en Xuclà, de Josep Maria Sagnier, amb el monument al pintor Fortuny

L'antiga seu social de la Compañía General de Tabacos de Filipinas és un edifici de planta baixa, entresol i tres pisos sobre una parcel·la trapezoidal. La façana que dona a la Rambla és la més significativa del conjunt pel seu específic valor històric i patrimonial. Projectada per l'arquitecte Josep Oriol Mestres el 1880 i feta de pedra de Montjuïc, mostra una composició característica, organitzada mitjançant la distribució de set obertures per ras, tot emprant la vertical de les centrals com a eix de simetria de tota la resta. Hi destaca l'emmarcament vertical amb línies de pilastres adossades i els relleus escultòrics, especialment dues figures al·legòriques, esculpides el 1881 per Francesc Pagès i Serratosa, que encarnen el Comerç i Ultramar amb la forma d'Hermes i la deessa Fortuna, representada amb un timó.
És interessant destacar el treball estereotòmic de la planta baixa i l'entresòl que presenta (a manera de gran basament) un mig encoixinat a l'interior. Aquest acabat contrasta amb la resta de nivells, amb parament arrebossat llis, mantenint l'encoixinat únicament en els carreus angulars de la façana. La planta baixa presenta set obertures de mig punt, essent la central molt més monumental. Aquesta (que inclou el nivell de l'entresol) es desenvolupa a manera d'arc triomfal que imposta sobre columnes amb capitells jònics, la base de les quals se suporta sobre un petit podi que s'hi adossa. L'acabat de l'arc és també força notable, amb la clau esculpida amb un cap de lleó, el motllurat de les dovelles i un cassetonat a l'intradós. L'estructura acaba amb la presència de dos tondos esculpits amb busts humans que es disposen als laterals de l'extradós del gran arc. A la resta de nivells, les obertures estan remarcades per un motllurat i combinen la presència de finestres i balcons amb barana de pedra i de ferro (només al pis superior). En el darrer pis, els espais entre obertures són omplerts amb pilastres adossades coronades també amb capitells, que es desenvolupen sobre un podi corregut en relleu que discorre al llarg de tot el registre horitzontal del nivell. L'edifici es clou amb una cornisa per sobre de la qual s'identifica estrictament la balustrada del terrat. Destaca, però, altre cop al segment central, la presència de dos amplis basaments que es projecten sobre la vertical de les pilastres adossades i que serveixen per emfatitzar la pròpia verticalitat i jerarquia visual de la façana.
El vestíbul de la planta baixa es cobreix amb una volta de canó correguda d'ascendència clarament neoclassicista, amb cassetons amb decoració interna i externa. Aquesta volta correguda, imposta sobre un fris de fesomia clàssica en el que s'identifiquen tríglifs i mètopes les quals, en comptes de decoració figurada ofereixen la solució d'un tondo llis en relleu. Les sales de la planta primera (saló principal i sala de reunions entre d'altres) es caracteritzen per l'organització pròpiament dita de l'espai i la presència d'estructures de fusta com arrambadors, xemeneies, prestatgeries i pòdium que monumentalitzen les estances amb sostres de guix de gran alçada.
La façana del carrer d'en Xuclà és fruit de la primera ampliació de l'edifici original, projectada el 1929 per l'arquitecte Josep Maria Sagnier. El llenguatge arquitectònic barreja elements de caràcter racionalista amb altres propis d'una arquitectura noucentista, i el tractament plàstic es materialitza mitjançant una abundant utilització de la pedra artificial.
La gran façana del carrer del Pintor Fortuny està conformada per tres trams clarament diferenciats. Hi ha un primer segment (que inclou les tres primeres obertures) on el parament exterior concorda plenament amb el de la Rambla. A continuació es desenvolupa el tram central, que consta de set obertures disposades simètricament respecte a l'eix vertical de la porta monumental d'accés. Tot avançant en direcció a la cantonada de l'edifici amb el carrer d'en Xuclà, es constata l'existència d'un darrer segment que integra les cinc obertures més occidentals. Sagnier va mantenir el coronament original, tot reproduint en pedra artificial el mateix model de balustrada, afegint-hi no obstant una sèrie de pinacles disposats en la vertical de les pilastres adossades al parament, excepte en les dues que delimiten el cos central, que apareixen coronades per figures al·legòriques. La balustrada es veu interrompuda pel gran frontó que corona el cos central, el qual mostra en l'arquitrau el nom «Cía. Gral de Tabacos de Filipinas» sota un fris de petites mènsules. L'interior apareix decorat per un fris de les mateixes característiques i presenta un medalló central sostingut per dos personatges de marcat caràcter neoclassicista.